# Gion Clau Vincenz

Gion Clau Vincenz (1971)

Gion Clau Vincenz (* 6. April 1921 in Andiast; † 28. Oktober 2014 in Chur) war ein Schweizer Politiker (CVP).

## Leben
Vincenz erwarb das Diplom als Agraringenieur und den Doktor der technischen Wissenschaften an der ETH Zürich. Von 1950 bis 1960 war er Leiter der bündnerischen Zentralstelle für Milchwirtschaft und Lehrer an der landwirtschaftlichen Schule Plantahof in Landquart. Von 1952 an war er darüber hinaus Alpinspektor. Von 1960 bis 1986 war er Geschäftsleiter des VOLG in Chur. Von 1961 bis 1979 präsidierte er den Bündner Bauernverband. Von 1978 bis 1991 war er Präsident der Schweizerischen Arbeitsgemeinschaft für die Bergbevölkerung (SAB). 
Seine politische Karriere begann 1963, als er für die CVP in den Grossen Rat des Kantons Graubünden gewählt wurde. Diese Position hatte er bis 1969 inne. Vom 4. Juni 1968 bis zum 1. Juni 1979 war er Ständerat.
Gion Clau Vincenz gehörte mehreren Verwaltungsräten an. Von 1984 bis 1992 war er Präsident des Verwaltungsrats des Schweizer Verbands der Raiffeisenkassen (heute: Raiffeisen Schweiz). Sein Sohn Pierin Vincenz war von 1999 bis 2015 Vorsitzender der Geschäftsleitung (CEO) desselbigen.